# Forces de Keesom
Les forces de Keesom décrivent l'énergie interne statistique résultant d'une interaction intermoléculaire entre dipôles permanents. Elles ont été nommées en l'honneur de Willem Hendrik Keesom qui a énoncé la forme du potentiel interatomique de dipôles et sa valeur moyenne statistique dans un milieu à l'équilibre thermodynamique.
Les forces de Keesom sont liées à l'électronégativité. Elles apparaissent dans un milieu contenant des molécules polaires (dipôles permanents), d'où leur nom d'interaction «  dipôle / dipôle  ». Les forces de Keesom, tout comme les forces de Debye (dipôle permanent / dipôle induit) et de London (dipôle induit / dipôle induit) sont une composante des forces de Van der Waals.

## Potentiel créé par deux dipôles
On étudie l'interaction entre deux dipôles de moments dipolaires permanents respectifs {\displaystyle \mu _{1}} et {\displaystyle \mu _{2}} éloignés d'une distance {\displaystyle r} dans un milieu où la permittivité est {\displaystyle \epsilon }. L'orientation {\displaystyle \Omega =(\theta ,\varphi )} de chaque dipôle est donnée en coordonnées sphériques par les angles de colatitude {\displaystyle \theta } et de longitude {\displaystyle \varphi }, l'axe z étant porté par les deux dipôles. Par application de la loi de Coulomb l'interaction dipôle / dipôle s'écrit, :
{\displaystyle E_{p}(r,\Omega _{1},\Omega _{2})=E_{p}(r,\theta _{1},\theta _{2},\varphi _{2}-\varphi _{1})=E_{r}(r)f(\theta _{1},\theta _{2},\varphi _{2}-\varphi _{1})}
où
{\displaystyle E_{r}(r)=-{\frac {\mu _{1}\mu _{2}}{4\pi \epsilon r^{3}}}}
{\displaystyle f(\theta _{1},\theta _{2},\varphi _{1},\varphi _{2})=2\cos {\theta _{1}}\cos {\theta _{2}}-\sin {\theta _{1}}\sin {\theta _{2}}\cos {(\varphi _{2}-\varphi _{1})}}
L'énergie est minimale pour {\displaystyle \theta _{1}=\theta _{2}=0} et vaut {\displaystyle -{\frac {\mu _{1}\mu _{2}}{2\pi \epsilon r^{3}}}}.
D'une façon générale {\displaystyle -2\leq f\leq 2} : le potentiel peut être répulsif aussi bien qu'attractif. Sa moyenne angulaire est nulle :
{\displaystyle \int _{0}^{2\pi }\int _{0}^{\pi }\int _{0}^{\pi }f\sin {\theta _{1}}\sin {\theta _{2}}\mathrm {d} \theta _{1}\mathrm {d} \theta _{2}\mathrm {d} \varphi =0,\,\quad \varphi =\varphi _{2}-\varphi _{1}}

## Moyenne statistique pour un milieu en équilibre thermodynamique
À l'échelle microscopique le système est formé par un couple de molécules polaires de type 1 et 2 en interaction. La position relative (définie par {\displaystyle r} et {\displaystyle f}) de ces deux dipôles obéit à une distribution statistique calculable par la physique statistique en utilisant la fonction de partition. La moyenne statistique vaut :
{\displaystyle \langle E_{p}\rangle ={\frac {\int _{0}^{2\pi }\int _{0}^{\pi }\int _{0}^{\pi }E_{p}e^{-{\frac {E_{p}}{k_{B}T}}}\sin {\theta _{1}}\sin {\theta _{2}}\mathrm {d} \theta _{1}\mathrm {d} \theta _{2}\mathrm {d} \varphi }{\int _{0}^{2\pi }\int _{0}^{\pi }\int _{0}^{\pi }e^{-{\frac {E_{p}}{k_{B}T}}}\sin {\theta _{1}}\sin {\theta _{2}}\mathrm {d} \theta _{1}\mathrm {d} \theta _{2}\mathrm {d} \varphi }}}
soit en introduisant la quantité {\displaystyle \alpha =-{\frac {E_{r}}{k_{B}T}}} où {\displaystyle T} est la température thermodynamique et {\displaystyle k_{B}} la constante de Boltzmann
{\displaystyle \langle E_{p}\rangle =E_{r}{\frac {\int _{0}^{2\pi }\int _{0}^{\pi }\int _{0}^{\pi }fe^{\alpha f}\sin {\theta _{1}}\sin {\theta _{2}}\mathrm {d} \theta _{1}\mathrm {d} \theta _{2}\mathrm {d} \varphi }{\int _{0}^{2\pi }\int _{0}^{\pi }\int _{0}^{\pi }e^{\alpha f}\sin {\theta _{1}}\sin {\theta _{2}}\mathrm {d} \theta _{1}\mathrm {d} \theta _{2}\mathrm {d} \varphi }}=E_{r}{\frac {\mathrm {d} }{\mathrm {d} \alpha }}\log {\left(\int _{0}^{2\pi }\int _{0}^{\pi }\int _{0}^{\pi }e^{\alpha f}\sin {\theta _{1}}\sin {\theta _{2}}\mathrm {d} \theta _{1}\mathrm {d} \theta _{2}\mathrm {d} \varphi \right)}}
Le calcul de cette dernière intégrale est fait en utilisant un développement en série de {\displaystyle e^{\alpha f}}, sous la condition {\displaystyle \alpha f<<1}. Le résultat est le suivant :
{\displaystyle \langle E_{p}\rangle =E_{r}{\frac {1}{1+{\frac {\alpha }{3}}}}{\frac {2\alpha }{3}}+...\simeq {\frac {2\alpha }{3}}E_{r}=-{\frac {2}{3k_{B}T\,r^{6}}}\left({\frac {\mu _{1}\mu _{2}}{4\pi \epsilon }}\right)^{2}}
La force de Keesom s'en déduit :
{\displaystyle F=-{\frac {\mathrm {d} \langle E_{p}\rangle }{\mathrm {d} r}}=-{\frac {4}{k_{B}T\,r^{7}}}\left({\frac {\mu _{1}\mu _{2}}{4\pi \epsilon }}\right)^{2}}
La force est attractrice et infinie à l'origine. Elle ne décrit l'interaction que pour des distances assez grandes pour lesquelles il n'y a pas de recouvrement des nuages électroniques. Elle ne constitue donc qu'une partie du potentiel d'interaction. À ce titre il serait hasardeux de vouloir prédire des propriétés quelconques macroscopiques à partir de cette seule quantité.